# Dark and Darker
«Dark and Darker» — многопользовательская игра в жанре подземелий и королевской битвы, разработанная южнокорейской студией Ironmace. 7 февраля 2023 года онлайн в третьем открытом тестировании в Steam превысил 100 000 игроков. 4 мая 2023 году Ironmace сообщили, что более 450 тысяч человек приняли участие в пятом открытом тестировании, хотя клиент игры требовалось cкачать по ссылкам в официальной группе в Discord. 8 августа 2023 года игра вышла в ранний доступ.

## Игровой процесс
«Dark and Darker» — игра от первого лица в мрачном средневековом фэнтезийном окружении. Это гибрид сразу в нескольких жанрах: Dungeon crawler, Battleroyal и Roguelike. Игра сочетает в себе также элементы РПГ систем из классических настольных игры, таких как Dungeons & Dragons; элементы игр от первого лица, таких как Might and Magic; элементы игр с воровством, таких как Thief, элементы коммуникации многопользовательских игр, таких как DayZ. Игровой портал Polygon отнес игру к поджанру «добычи» (англ. «Extraction») среди королевских битв.
Игроки могут выбрать один из восьми классов: боец, варвар, разбойник, рейнджер, волшебник, клирик, бард, чернокнижник (позже были добавлены ещё два класса: друид и чародей). В игре представлен игровой процесс PvPvE (игрок против игрока, против окружения), где игроки вступают в бой с монстрами, чтобы получить ценные предметы. Ни один матч не похож на предыдущие из-за огромного количества элементов, которые встречаются в случайных комбинациях. Игроки должны сохранять бдительность в отношении потенциальных угроз со стороны других игроков. Боевая система основана на точности ударов и зоне поражения модели игрока, поэтому потребуется умело уворачиваться и блокировать удары в правильном направлении. В игре есть холодное оружие разных типов, разное стрелковое оружие, и разные магические посохи, и книги.
Игровой процесс весьма прост — игрок появляется в случайном месте мрачного подземелья, где ему предстоит сразиться с нежитью и монстрами разного вида, пытаясь найти больше полезных вещей. Освещение и звук играют очень важную роль. Игровая зона постепенно сужается по ходу матча, заставляя игроков сходиться друг с другом. Выживание в матче достигается путем побега через портал синего цвета, который появляется в виде оберега на полу в финальной зоне. Существует красный портал, который позволяет попасть в матч повышенной сложности (в Пекло), где появляются более сложные существа и боссы. Сейчас в игре есть три карты с разным шансом выпадения ценных предметов и уникальными наборами противников. Побег с добычей позволяет игроку сохранить добычу в специальном месте в меню лобби для будущих матчей или продать предметы продавцам, у которых также можно купить снаряжение. Если игрока убивают, то он теряет все свое имущество и снаряжение. Игрок стремится набрать в сумку побольше ценных предметов, которые блестят на полках, но часто это мешают сделать ловушки. Если игрок успешно выбирается из подземелья, то он получает опыт и уровни, и сможет выбрать новые навыки, и заклинания. В игре есть возможности обмениваться предметами между игроками, используя в матче найденную внутриигровую валюту или другие ценные предметы.
В интервью Ironmace заявили, что будущем в игре появится древо навыков и задания, карты и много нового снаряжения. Уже запланирован релиз нового игрового класса — друида, способного превращаться в животных. В игре планируется сезонный общий прогресс, в конце которого произойдет обнуление (вайп). В игру планируют ввести защиту от читеров Easy anti cheat.

## Правовые вопросы
16 февраля 2023 года южнокорейская компания по производству видеоигр Nexon заявила, что «Dark and Darker» имеет сходство с их проектом, который разрабатывается в их компании и имеет предварительное название «P3». В заявлении Nexon утверждалось, что активы и наработки P3 были загружены на внешний сервер неназванным руководителем проектной группы P3, который предложил своим товарищам по команде покинуть Nexon и работать над игрой, похожей на P3. После руководитель группы уволился в августе 2021 года, а за ним последовала половина проектной группы P3, в составе 20 человек. Все они впоследствии перешли в Ironmace, основанной в октябре 2021 года Пак Сын Ха, который также был в команде проекта P3. После расформирования команды разработчиков P3 основная часть команды была реорганизована для работы над другим проектом с предварительным названием «P7».
Ironmace отвергает обвинения, заявляя, что жанр игры не может быть защищен авторским правом, их игра «Dark and Darker» была создана полностью с нуля и основана на возможностях движка Unreal Engine, а программный код был полностью создан их сотрудниками. 8 марта 2023 года полиция провела обыск в офисе Ironmace в Соннаме в поисках доказательств по обвинениям. 24 марта 2023 года Nexon направила Ironmace уведомление с требованием прекратить разработку «Dark and Darker» по вопросам нарушения авторских прав. 26 марта 2023 года игра была исключена из списка библиотеки Steam, после того как Nexon подала уведомление DMCA.
14 апреля 2023 года Ironmace объявила о своем пятом публичном тестировании игры, при этом клиент игры распространяется через ссылки в официальном канале Discord, а не через магазин Steam. В тот же день Nexon подала иск о нарушении авторских прав против Ironmace в США. Ironmace обвиняет только одного своего сотрудника и заявляет, что эта проблема должна быть решена в Южной Корее.
20 апреля 2023 года Ironmace обратилась к Steam с просьбой вернуть Dark and Darker обратно в магазин, заявив, что претензии Nexon о нарушении авторских прав были «необоснованными».
17 августа 2023 года дело об авторских правах Ironmace в суде США было прекращено.